# Nam-myeon, Yeosu
Nam-myeon (koreanska: 남면) är en socken i stadskommunen Yeosu i provinsen Södra Jeolla, i den södra delen av Sydkorea, 350 km söder om huvudstaden Seoul. Socknen består av en arkipelag med 11 bebodda öar och 42 obebodda öar.
Socknens administration ligger på ön Geumodo.